# Битва при Адамклисси
Битва при Адамклисси — решающее сражение первого дакийского похода Траяна, произошедшее в феврале 102 года близ Адамклисси (современная Румыния).

## Предпосылки
После победы во второй битве при Тапэ осенью 101 года римский император Траян решил ждать весны для нападения на столицу даков Сармизегетузу. Дакийский царь Децебал решил извлечь из этого выгоду и вместе с союзными племенами роксоланов и бастарнов разработал план атаки на римскую провинцию Мёзия к югу от Дуная. Целью этого было вынудить римлян оставить их позиции в горах около Сармизегетузы.

## Ход битвы
Дакийская армия вместе с роксоланами и бастарнами переправилась через замерзший Дунай. Однако погода была недостаточно холодной, и многие воины провалились под непрочный лед и погибли. Траян снял свою армию с позиций в горах и повел вслед за даками в Мёзию. Первое сражение произошло ночью неподалеку от Никополя, с незначительным числом погибших и без решающего результата. Однако римляне получили подкрепление и смогли догнать и окружить дакийское войско.
Решающее сражение произошло у Адамклисси и стало трудным как для даков, так и для римлян. Несмотря на очевидность римской победы, обе стороны понесли очень большие потери. У римлян погибло не менее четырех тысяч солдат, а раненых было так много, что Траян приказал разорвать на бинты даже его собственные одежды.

## Последствия
После сражения римские войска двинулись на Сармизегетузу. Однако Децебал начал просить перемирия и Траян согласился. На этот раз, в отличие от предыдущего мирного договора, заключенного с даками при Домициане, условия были выгодными для римлян. За ними закреплялись занятые ими территории, даки должны были отдать им оружие и боевые машины, полученные ими от Рима с 89 года. Децебал обязан был пересмотреть свою внешнюю политику и иметь общих с Римской империей врагов и друзей.
В 109 году, уже после окончательного завоевания Дакии, около Адамклисси в память о сражении был воздвигнут Трофей Траяна.